# The Red Jumpsuit Apparatus
The Red Jumpsuit Apparatus je americká rocková kapela založena v Middleburgu na Floridě. Od roku 2006 nahrává u společnosti Virgin Records, členy jsou Ronnie Winter, Duke Kitchens, Joey Westwood, Jon Wilkes a Matt Carter. V roce 2025 se ke kapele přidává K Enagonio.